# Sonate K. 446
La sonate K. 446 (F.392/L.433) en fa majeur est une œuvre pour clavier du compositeur italien Domenico Scarlatti.

## Présentation
La sonate K. 446, en fa majeur, notée Pastorale - Allegrissimo, forme une paire avec la sonate précédente. C'est une pastorale avec son rythme typique de sicilienne, l'un des préférés de Scarlatti (voir les K. 513, que Pestelli dans son catalogue place juste avant et le second thème Allegrissimo de la 204a). L'indication Allegrissimo de la K. 446 est sans doute plus à prendre pour son caractère que strictement pour son tempo. Dans l'édition de Hans Bülow datée de 1864, le titre de l'œuvre est Siciliano.

## Manuscrits
Le manuscrit principal est le numéro 29 du volume X de Venise (1755), copié pour Maria Barbara ; les autres sont Parme XII 25 et Münster II 42.

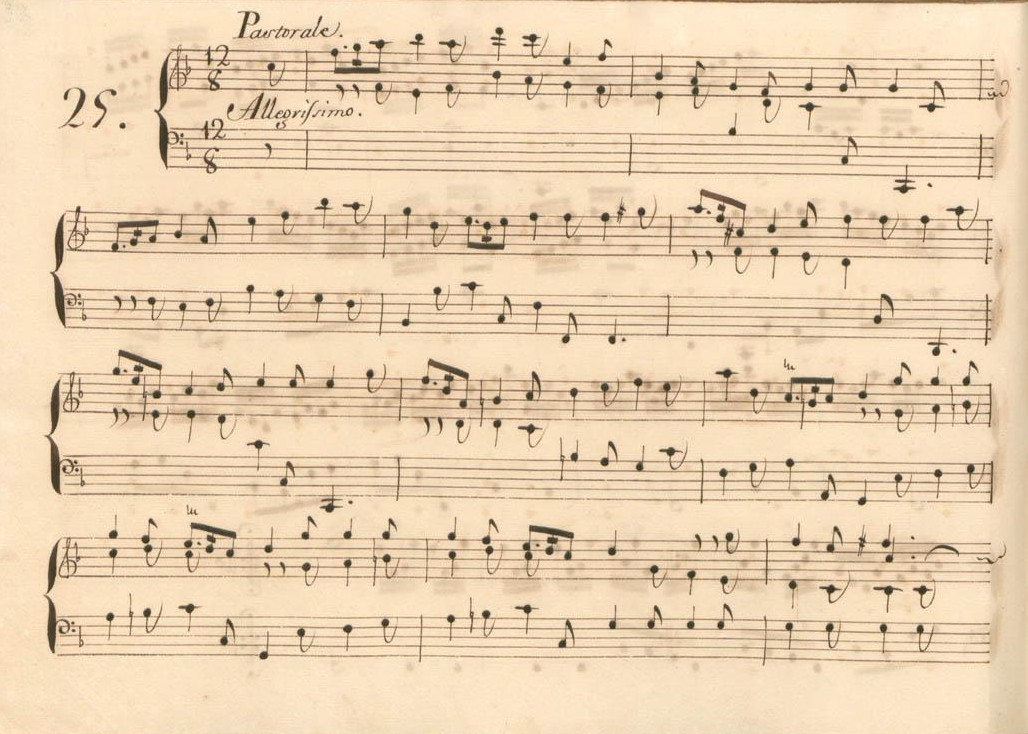
Parme XII 25.
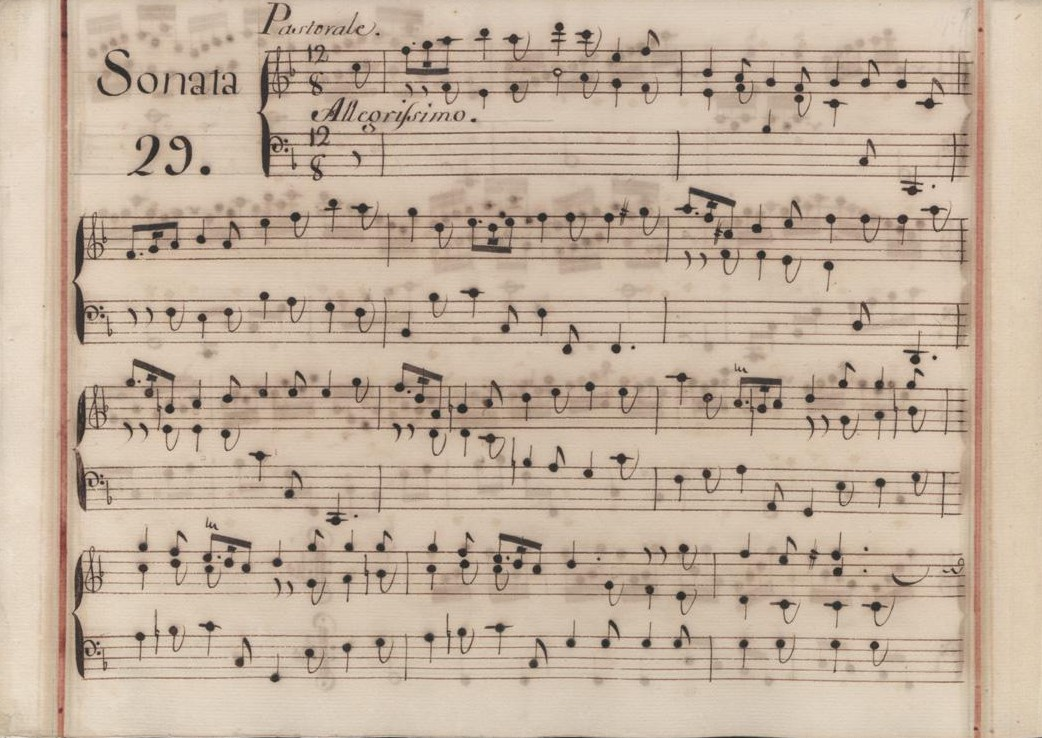
Venise X 29.
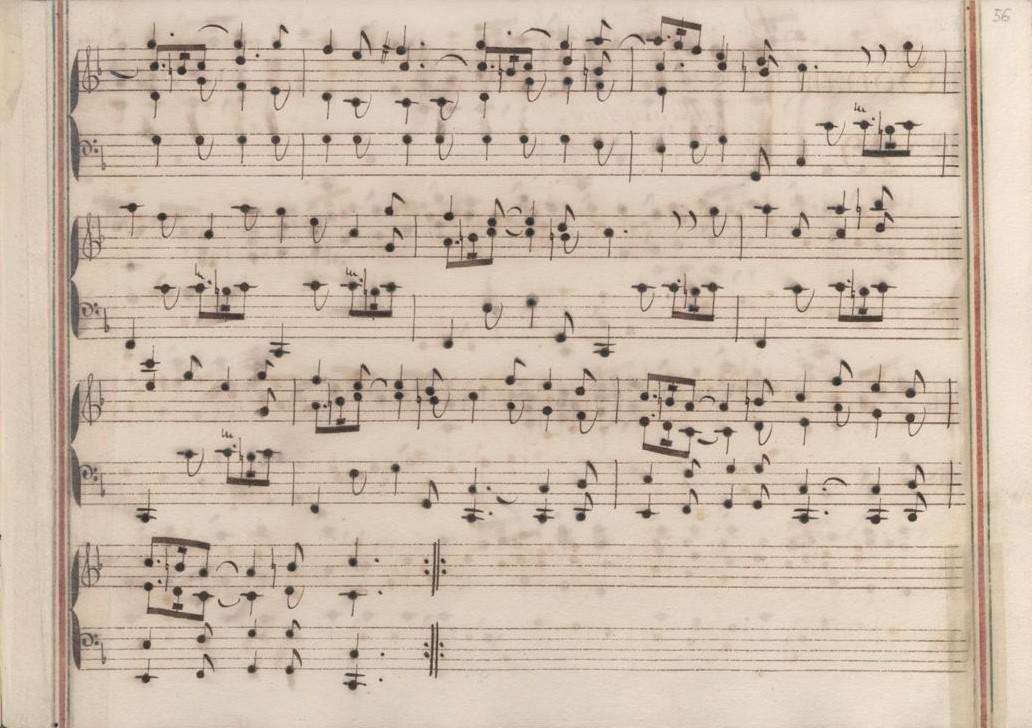
Venise X 29 (seconde partie).

## Transcription
Ignaz Friedman en a réalisé une adaptation pour piano (1914), qu'il a enregistrée dans les années 1920 et plus récemment gravée par Joseph Banowetz pour le label Grand Piano (2016).

## Interprètes
La sonate K. 446 est défendue au piano, notamment par Marcelle Meyer (1954, EMI), György Cziffra (concert 1955, ICA), Eteri Andjaparidze (1994, Naxos, vol. 1), Mūza Rubackytė (2000, Lyrinx), Nikolaï Demidenko (2003, AGPL), Carlo Grante (2016, Music & Arts, vol. 5) ; au clavecin par Eliza Hansen (1953, Archiv), Zuzana Růžičková (1965, Supraphon), Blandine Verlet (1976, Philips), Scott Ross (1985, Erato), Maggie Cole (1986, Amon Ra), Bob van Asperen (1991, EMI), Richard Lester (2003, Nimbus, vol. 4) et Pieter-Jan Belder (Brilliant Classics, vol. 10). Narciso Yepes (1985, DG) la joue à la guitare.

## Sources
: document utilisé comme source pour la rédaction de cet article.
- Ralph Kirkpatrick (trad. de l'anglais par Dennis Collins), Domenico Scarlatti, Paris, Lattès, coll. « Musique et Musiciens », 1982 (1re éd. 1953 (en)), 493 p. (ISBN 978-2-7096-0118-4, OCLC 954954205, BNF 34689181).
- Alain de Chambure, « Domenico Scarlatti : Intégrale des sonates — Scott Ross », Erato (2564-62092-2), 1985 (OCLC 891183737) .
- (en) Carlo Grante, « Domenico Scarlatti, intégrale des sonates pour clavier (vol. 5) », Music & Arts (CD-1294), 2017 (OCLC 1079366528) .